# Crims al Bàltic: Tu dones, tu prens
Crims al Bàltic: Tu dones, tu prens (títol original en alemany, Der Usedom-Krimi: Vom Geben und Nehmen) és un telefilm de la sèrie de pel·lícules de ficció criminal Crims al Bàltic. Va ser produït per a Das Erste per Polyphon Film- und Fernsehgesellschaft en nom d'ARD Degeto i NDR. Representa el tretzè episodi i es va emetre per primera vegada el 12 de novembre de 2020. S'ha doblat al català central per a TV3.

## Sinopsi

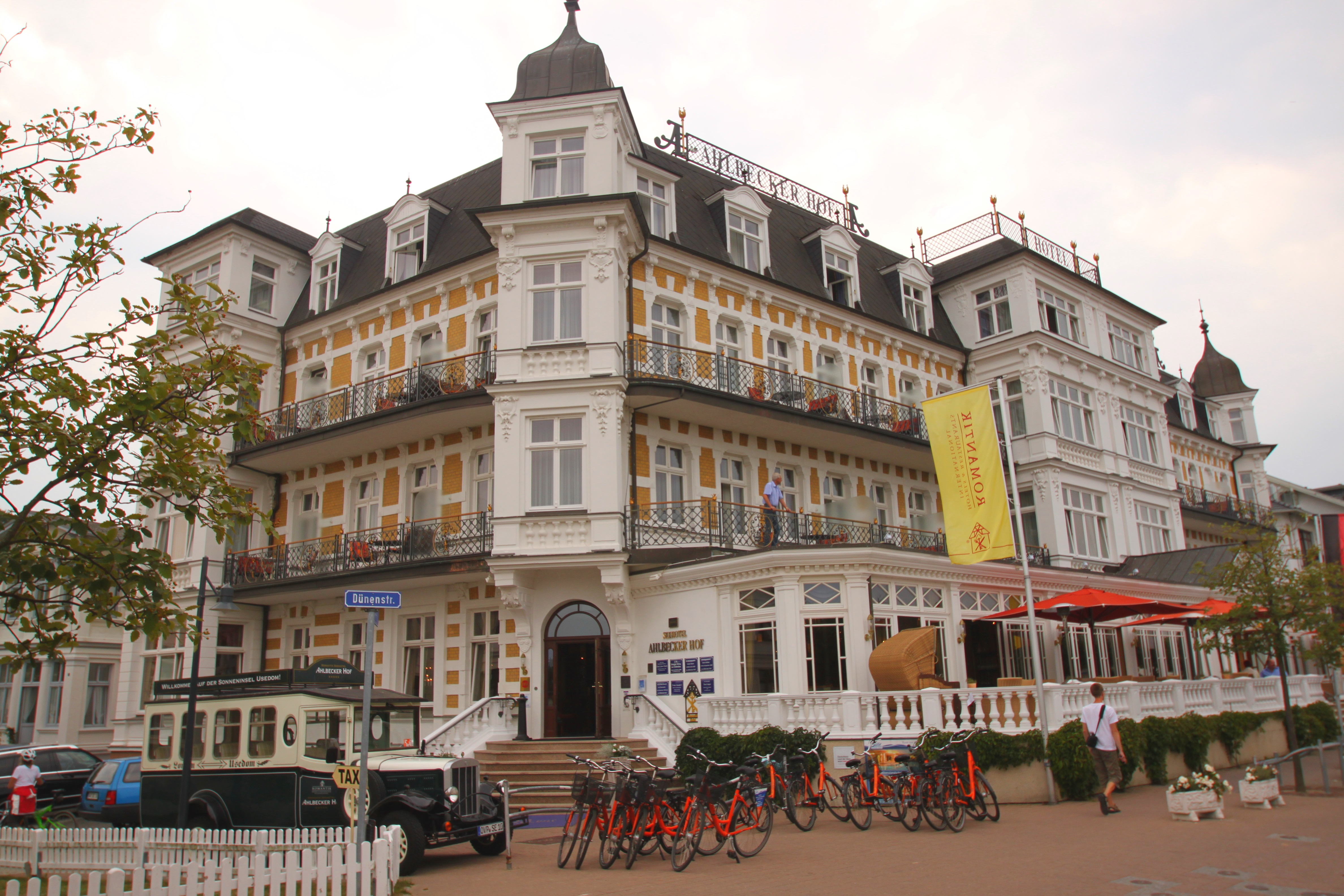
Hotel d'Ahlbeck utilitzat pel rodatge.

Després de la seva separació del polític local Victor Braydon, Simone Eggebrecht mira de trobar estabilitat en la feina amb discapacitats i en l'amistat amb la minusvàlida Wiebke Siehl. El pla de la Simone de fundar un hotel per a discapacitats és boicotejat per diversos sabotatges anònims. La Simone té contractat en Patrick Horn com a assistent. Quan el jove apareix mort, la Simone culpa el seu exmarit i el seu company de partit Enno Littmann. L'exfiscal Karin, que ha iniciat una relació amb el comissari polonès Gadocha, es manté inicialment al marge, però finalment els fets l'obliguen a investigar el motiu de la mort i a buscar possibles culpables.

## Producció
La pel·lícula es va rodar del 4 de febrer al 8 de juliol de 2020 principalment a l'illa d'Usedom, a Świnoujście i a Berlín. Algunes escenes es van gravar al passeig marítim de Heringsdorf i al cementiri de Hennigsdorf a Tucholskystrasse. A Bansin, la Villa Gerda (projecte hoteler per a persones amb discapacitat) i la Villa Cremona (Haus Brunner) van estar entre els llocs de rodatge. També a Bansin, el Strandhotel Atlantic va servir de restaurant on es reunien els polítics locals. Es van rodar més escenes a l'Hotel Ahlbecker Hof, al passeig de la platja i al moll d'Ahlbeck, i també es van rodar plans a les platges de Koserow i Ückeritz. Pel costat polonès, el rodatge va tenir lloc a Świnoujście al port i al port de ferris.